# República Dominicana en los Juegos Paralímpicos
La República Dominicana en los Juegos Paralímpicos está representada por el Comité Paralímpico Dominicano, miembro del Comité Paralímpico Internacional.
Ha participado en ocho ediciones de los Juegos Paralímpicos de Verano, su primera presencia tuvo lugar en Barcelona 1992. El deportista Robert Jiménez logró la única medalla paralímpica del país en las ediciones de verano, al obtener en Atlanta 1996 la medalla de oro en atletismo en la prueba de 200 m (clase T12).
En los Juegos Paralímpicos de Invierno la República Dominicana no ha participado en ninguna edición.

## Medallero

### Por edición
Juegos Paralímpicos de Verano
| Evento              | Oro | Plata | Bronce | Total |
| ------------------- | --- | ----- | ------ | ----- |
| Barcelona 1992      | 0   | 0     | 0      | 0     |
| Atlanta 1996        | 1   | 0     | 0      | 1     |
| Sídney 2000         | –   | –     | –      | –     |
| Atenas 2004         | 0   | 0     | 0      | 0     |
| Pekín 2008          | 0   | 0     | 0      | 0     |
| Londres 2012        | 0   | 0     | 0      | 0     |
| Río de Janeiro 2016 | 0   | 0     | 0      | 0     |
| Tokio 2020          | 0   | 0     | 0      | 0     |
| París 2024          | 0   | 0     | 0      | 0     |
| TOTAL               | 1   | 0     | 0      | 1     |

### Por deporte
Deportes de verano
| Evento    | Oro | Plata | Bronce | Total |
| --------- | --- | ----- | ------ | ----- |
| Atletismo | 1   | 0     | 0      | 1     |
| TOTAL     | 1   | 0     | 0      | 1     |